# Zone
Zone là một đô thị thuộc tỉnh Brescia trong vùng Lombardia ở Ý. Đô thị này có diện tích 19kilômét vuông, dân số 1145 người.
Đô thị này giáp với các đô thị sau: Marcheno, Marone, Pisogne, Tavernole sul Mella.